# センチメンタルマキアート
『センチメンタルマキアート』は、日本のヴィジュアル系ロックバンド、シドの4枚目のアルバム。2008年2月20日にデンジャークルー・レコードより発売された。

## 概要
1年3カ月ぶりのアルバム。初動だけで前作の累計売り上げと同水準を売り上げた。
初回限定盤にはA,B共にTV放送(未公開含む)を収録したダイジェストビデオが付いている。
両タイプ共に、コレクションカードがそれぞれ2枚ずつ封入されている。全12種類(+α)で、12種類全ての裏面を合わせるとメンバーの集合写真になる仕組みになっている。また、初回盤A,B及び通常盤で封入されるカードの種類が異なっている。

## 収録曲
証言
このアルバム全体を通して「あまり音を重ねたくない」と語っていたしんぢが、「ギタオケ(ギターオーケストラ)っぽくしたい」という明希の要望で、ギターサウンドを6本(ダブル含む)ほど演奏している。
夏恋
6thシングル。
右手のスプーンと初恋とナイフ
インディーズ時代の楽曲の中で、最も再生時間の短い曲。
曲形式としてはいくつかのサビに分かれていて間にもインター～ギターソロが入るが、1番サビの「先生僕には」からラスサビの「それがひどく」まではすべて1行の歌詞で、他の曲なら単語間に入っている句読点やスペースも一切入っていない。
蜜指〜ミツユビ〜
7thシングル。
smile
5thシングル。
Dear Tokyo
サビの一部の主メロをマオを除いたメンバー全員で歌っている。また、ライヴではファンも一緒に歌うのが通例となっている。
涙の温度
8thシングル。本アルバムを引っさげてのツアーでは、ダブルアンコールで微熱が入る時以外は全てライヴの最後に演奏された。メジャーデビュー後のライブでも最後に演奏されることがある。

## 収録内容
| 全作詞: マオ。 |                                  |           |          |      |
| #              | タイトル                         | 作詞      | 作曲     | 時間 |
| 1.             | 「証言」                         | マオ      | 御恵明希 | 3:33 |
| 2.             | 「夏恋」                         | マオ      | しんぢ   | 4:27 |
| 3.             | 「右手のスプーンと初恋とナイフ」 | マオ      | しんぢ   | 2:28 |
| 4.             | 「蜜指〜ミツユビ〜」             | マオ      | しんぢ   | 3:20 |
| 5.             | 「誘感コレクション」             | マオ      | 御恵明希 | 3:25 |
| 6.             | 「and boyfriend」                | マオ      | ゆうや   | 3:55 |
| 7.             | 「orion」                        | マオ      | 御恵明希 | 4:31 |
| 8.             | 「マスカラ」                     | マオ      | しんぢ   | 4:34 |
| 9.             | 「smile」                        | マオ      | しんぢ   | 3:05 |
| 10.            | 「Dear Tokyo」                   | マオ      | 御恵明希 | 3:47 |
| 11.            | 「涙の温度」                     | マオ      | 御恵明希 | 5:23 |
| 合計時間:      | 合計時間:                        | 合計時間: | 42:28    |      |

## 補足
1. ↑  12種類と同じもので、メッセージとサインがプリントされた"レアカード"
2. ↑  この特典は「涙の温度」と同様の仕組みである